# Kim Min-jae (Fußballspieler)
Kim Min-jae (* 15. November 1996 in Tongyeong) ist ein südkoreanischer Fußballspieler. Er steht seit Juli 2023 beim FC Bayern München unter Vertrag und ist südkoreanischer A-Nationalspieler. Durch seine fußballerischen Leistungen ist er ein Star seines Heimatlandes.

## Leben
Kim kam 1996 als Sohn von zwei Profiathleten an der Südküste Südkoreas in der Hafenstadt Tongyeong auf die Welt. Seine komplette Grund- und Mittelschulzeit verbrachte Kim in Gyeongsangnam-do der südlichen Verwaltungsprovinz Südkoreas. Kim erlernte das Fußballspielen im Jugendfußball der Grundschule Dooryong Elementary School bis 2006 in Tongyeong, danach wechselte er 2007 zur Grundschule Gimhae Gaya Elementary School bis 2008 in Haman. Ab 2009 besuchte er die Mittelschulen der Namhae Haesung Middle School bis 2010 in Namhae-gun und ab 2010 die Yeoncho Middle School bis 2011 in Geoje. Ab 2012 ging er zur Suwon Technical High School und nach seinem Highschool-Abschluss ging er 2015 auf die Elite-Privatuniversität Yonsei University, die er später aufgrund seiner Profifußballkarriere-Ambitionen abbrach.

## Karriere
Gemäß FIFA.com und den Scouts von RB Leipzig gilt Kim als technisch versierter, athletischer und robuster 1,90 m großer Innenverteidiger mit Stärken im Kopfballspiel, Zweikampfverhalten, Schnelligkeit und bei Langpässen. Zu seinen weiteren Stärken zählen Bälle abzufangen, seine Spielkonzentration und bevorzugt das Kurzpassspiel. Die südkoreanische Tageszeitung Korea JoongAng Daily beschreibt ihn als aggressiv spielenden Defensivspieler, wofür er den Spitznamen „The Monster“ für seine Spielweise erhielt. Er gilt als einer der besten aktiven Innenverteidiger Asiens.

### Vereine

#### Anfänge in Ostasien
Seinen ersten Profi-Vertrag bei einem Fußballklub unterschrieb er 2016 beim semi-professionellen Drittligisten Gyeongju KHNP FC im Südosten Südkoreas in Gyeongju. Für den Fußballklub absolvierte er 17 Drittliga-/Play-off-Spiele in der Korea National League 2016 und trug zur Qualifikation der Meisterschafts-Runde bei, dort schied er mit seiner Mannschaft im Halbfinale aus. 2017 wechselte er zum südkoreanischen Erstligisten Jeonbuk Hyundai Motors. Mit dem Klub aus Jeonju spielte Kim in der K League 1 und gewann er mit ihr die südkoreanische Fußballmeisterschaft 2017 und 2018. Für Jeonbuk absolvierte der Verteidiger 52 Erstligaspiele und erzielte dabei drei Tore. Darüber hinaus gehörte er zu den Schlüsselspielern der Mannschaft an, indem er ihr in der Abwehr agierend dazu verhalf, zum besten Defensivteam mit den wenigsten Gegentoren der Liga zu werden.
Nach seinen Leistungen bei der Asienmeisterschaft 2019 im Januar 2019 zog es ihn nach China. Dort unterschrieb er einen Vertrag bei Beijing Guoan und mit diesem Verein aus Peking spielte er in der Chinese Super League. Mit Beijing Guoan wurde er 2019 Vizemeister. In der Saison 2020 trug Kim als Top-Verteidiger seiner Mannschaft in der Gruppenphase der AFC Champions League zum niederlagenfreien Gruppensieg bei und erreichte mit der Mannschaft später im Dezember 2020 erstmals in der Vereinsgeschichte von Beijing Guoan das Viertelfinale der Champions League. Worin er wesentlich im gegentorlosen 1:0-Achtelfinalsieg mit seinen Verteidigungsspielleistungen beitrug, indem er nur eine Torschusschance auf das eigene Tor zuließ. Im Viertelfinale schieden sie gegen den späteren Wettbewerbssieger Ulsan Hyundai aus. Kim stand in 45 Liga-/Play-off-Spielen der Chinese Super League für Guoan auf dem Spielfeld.

#### Wechsel in den europäischen Fußball

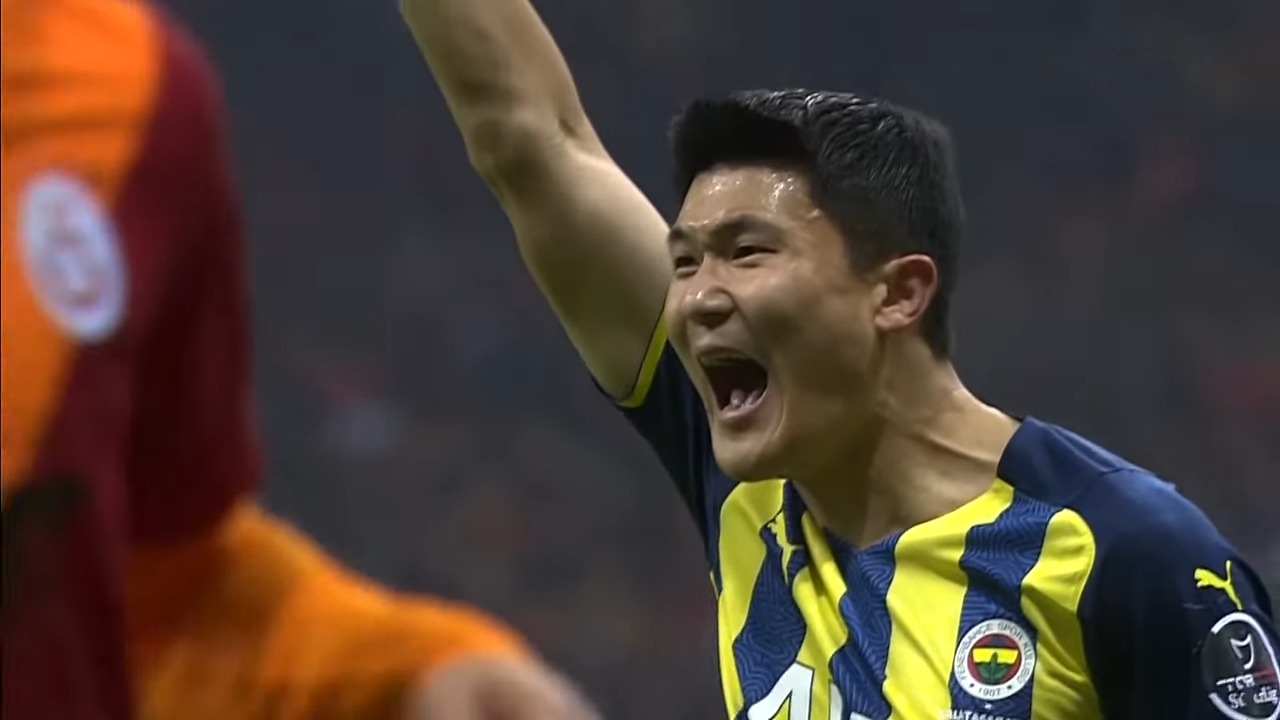
Kim beim Jubeln im Fenerbahçe-Trikot (2021)

Nach zweieinhalb Jahren in China wechselte Kim im August 2021 zur Süper-Lig-Saison 2021/22 zum Europapokalteilnehmer-Anwärter und türkischen Erstligisten Fenerbahçe Istanbul. Der Grund für den verzögerten Transfer waren unter anderem die ausstehenden Gehaltszahlungen seitens der Pekinger. In Istanbul war Kim von Beginn an in der Innenverteidigung gesetzt und absolvierte 40 Pflichtspiele, davon 31 in der Süper Lig, und erzielte dabei ein Tor. Fenerbahçe blieb unter seiner Abwehrführung in acht Ligaspielen gegentorlos. Mit seiner Mannschaft spielte Kim temporär in der Liga-Hinrunde um die Meisterschaftsführung mit. Im Verlauf der Rückrunde trug er als Verteidiger beziehungsweise als Torschütze im Frühling 2022 auch zur Rückeroberung des zweiten Meisterschaftsranges bei und wurde mit seinem Verein letztendlich Vizemeister, wobei er gegen Saisonende verletzungsbedingt ausfiel.
Im Juli 2022 folgte nach einer Saison in der Türkei der Wechsel zur SSC Neapel in die italienische Serie A, wo er den abgewanderten jahrelangen Abwehrchef Kalidou Koulibaly ersetzen sollte. Am 1. Spieltag debütierte Kim für die Neapolitaner im Ligaspiel gegen Hellas Verona und erzielte am 2. Spieltag per Kopfball sein erstes Tor in der höchsten italienischen Spielklasse. Er entwickelte sich neben dem Torwart Alex Meret zum defensiven Leistungsträger seiner Mannschaft und war am Saisonende der Serie A 2022/23 Teil der besten Defensive mit den wenigsten Gegentoren. Somit trugen Kims Abwehrleistungen dazu bei, mit seiner Mannschaft deren langersehnte italienische Meisterschaft zu gewinnen, nachdem diese 33 Jahre zuvor das letzte Mal gewonnen wurde. Neben der Meisterschaft 2022/23 des italienischen Ligawettbewerbs drang Kim mit Neapel international in der UEFA Champions League bis ins Viertelfinale vor, der Viertelfinaleinzug war der größte Champions-League-Erfolg Neapels.

#### Wechsel zu einem Topklub Europas
Nach dem Weggang des verletzungsanfälligen Lucas Hernández im Juli 2023 gab der FC Bayern München im weiteren Verlauf des Monats die Verpflichtung von Kim bekannt und gemäß des Kicker-Sportmagazins sollte er ihn ersetzen. Kim erhielt bei den Münchnern einen Vertrag bis Ende Juni 2028. In der Bundesliga-Hinrunde 2023/24 war Kim Stammspieler der Bayern-Startelf. Im Dezember 2023 gab Kim sein Bayern-Tordebüt im Liga-Topspiel gegen den VfB Stuttgart und leitete ein weiteres Tor ein, wofür er zum Spieler des Spiels ausgezeichnet wurde. Nach seiner Länderspielabstellung zwischen Januar und Februar 2024 für die Asienmeisterschaft 2024 verlor er mit der Zeit seinen regelmäßigen Stammplatz in der Bayern-Startelf.

### Nationalmannschaft

#### U-Nationalmannschaften
Kim spielte 2014 zweimal für die südkoreanische U20-Nationalmannschaft. Von 2016 bis 2018 lief er achtmal für die U23-Nationalmannschaft auf. 2018 nahm er mit der U23 an den Asienspielen in Indonesien teil. Hier gewann er als der Abwehrchef der verteidigenden Dreierkette mit dem Team die Goldmedaille. Im Endspiel besiegte man Japan mit 2:1. Mit diesem Goldmedaillenruhm erhielt Kim von Südkorea für die südkoreanische Wehrpflicht eine militärische Ausnahmegenehmigung.
Kim wurde mit 24 Jahren im Nordsommer 2021 über eine Wildcard in die südkoreanische U23-Nationalmannschaft für das olympische Fußballturnier in Japan nominiert und nahm an den Olympiavorbereitungen in Südkorea teil. Seine Nominierung war wichtig, weil die Defensive der U23 die Schwachstelle der Mannschaft war. Die endgültige Teilnahme verweigerte Kims Verein Beijing Guoan jedoch und somit konnte er nicht an den Olympischen Spielen teilnehmen. Die südkoreanische Olympia-Fußballmannschaft schied im Viertelfinale mit einer 3:6-Niederlage aus.

#### A-Nationalmannschafts-Anfänge
Seit 2017 spielt Kim in der A-Nationalmannschaft von Südkorea. Sein Länderspieldebüt gab er am 31. August 2017 mit 20 Jahren in einem Weltmeisterschafts-Qualifikationsspiel gegen den späteren Gruppensieger Iran im Seoul-World-Cup-Stadion in Seoul und das direkt in der Startelf. Darüber hinaus war er der jüngste Spieler des Kaders. Im nächsten beziehungsweise letzten Weltmeisterschafts-Qualifikationsspiel für Südkorea zur Weltmeisterschaft 2018 trug er erneut als Startelf spielender Verteidiger zu einem 0:0-Remis bei. Damit trug er mit seiner Mannschaft zur direkten Qualifikation zur Weltmeisterschaft in Russland bei, aber für dieses Finalturnier zwischen Juni und Juli 2018 wurde er aufgrund seiner mehrmonatigen Schienbeinbruchverletzung aus dem Vereinsligaspielbetrieb für den Weltmeisterschafts-Turnierkader nicht berücksichtigt.
Im Januar 2019 trug er maßgeblich in der Gruppenphase der Asienmeisterschaft 2019 in den Vereinigten Arabischen Emiraten als Stammspieler in der Verteidigung und mit erzielten zwei Toren zu einem gegentorlosen und niederlagenfreien Gruppensieg seiner Mannschaft bei. Er schied mit der Mannschaft im Viertelfinale gegen den späteren Turniersieger Katar aus. Aufgrund seiner Leistungen wurde er gemäß nach dem offiziellen statistischen und technischen Turnierberichts des Veranstalters Asian Football Confederation (AFC) in den „… All-Star Squad“ des Turniers ernannt und erzielte eines der besten Tore nach Standardsituationen. Damit entwickelte sich Kim zu den Schlüsselspielern der südkoreanischen Abwehr.

#### Defensiver Leistungsträger der A-Nationalmannschaft
Im Dezember 2019 trug er maßgeblich in der Ostasienmeisterschaft 2019 in Busan als Schlüsselspieler und mit unter anderem einem erzielten Siegtor erneut seiner Mannschaft zu einem gegentorlosen und niederlagenfreien Gruppen- bzw. Meisterschaftssieg bei. Deswegen wurde er zum „Best Defender“ der Meisterschaftsendrunde ernannt. Das Jahr 2019 beendete Kim als einziger A-Nationalspieler, der alle 18 A-Länderspiele Südkoreas bestritten hatte, davon in 17 Länderspielen über die volle Spiellänge.

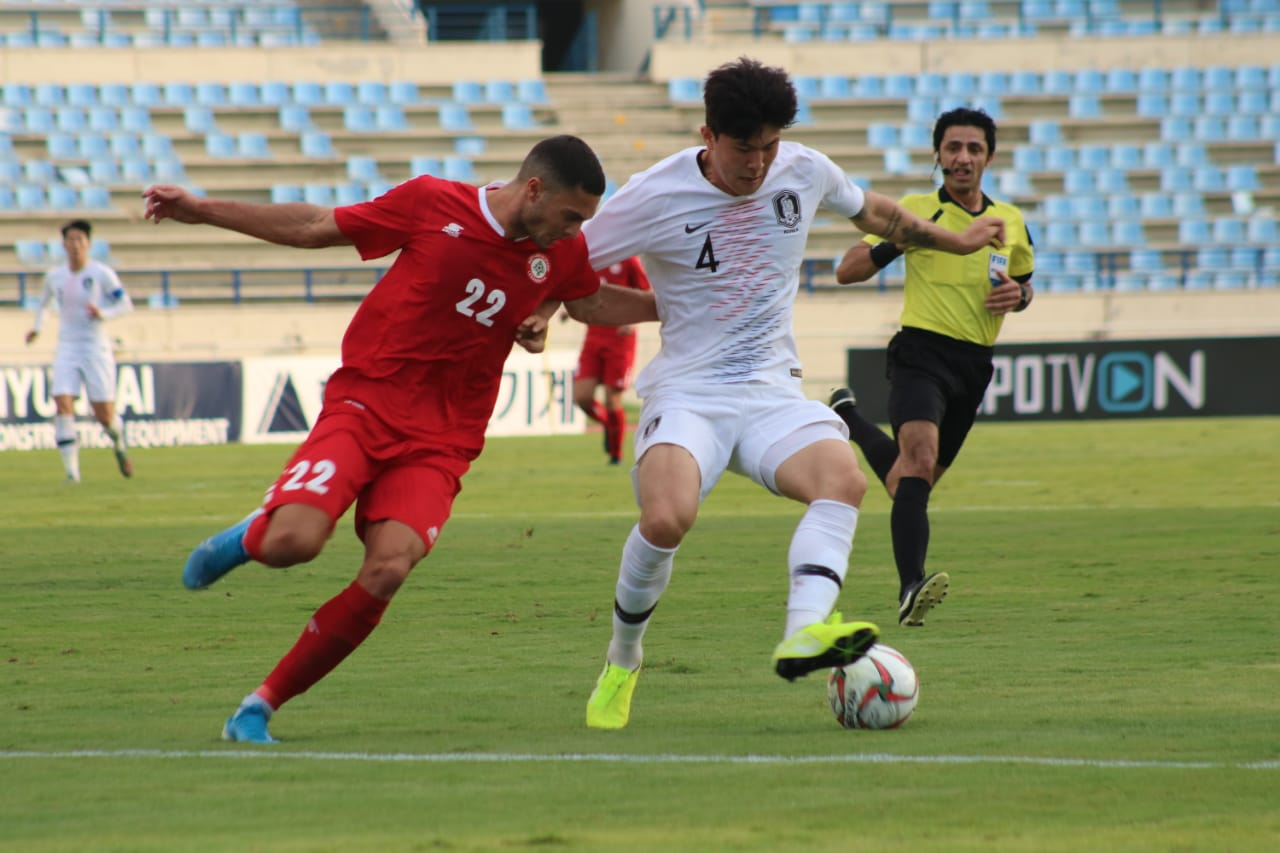
Kim (Mitte) im Länderspieleinsatz beim Abschirmen des Spielballs (2019).

Zwischen 2019 und 2021 erhielt Südkorea in der asiatischen 2. Qualifikationsrunde zur Weltmeisterschaft 2022 unter dem Abwehrchef Kim kein Gegentor, außer im letzten Gruppenspiel, wobei Kim wegen einer Gelbsperre fehlte. Die Mannschaft qualifizierte sich als Gruppensieger der 2. Qualifikationsrunde automatisch auch für die Asienmeisterschaft 2024 in Katar. In der 3. Qualifikationsrunde zur Weltmeisterschaft 2022 trug Kim mit seinen Abwehrspielleistungen und einer Torvorlage zur Direktqualifikation als Gruppenzweiter bei und verblieb mit seiner Mannschaft mit den wenigsten Gegentoren der 3. Qualifikationsrunde.
Bei der Weltmeisterschaft 2022 überstand Kim mit Südkorea als Gruppenzweiter die Gruppenphase und erreichte das Achtelfinale. Bei der Asienmeisterschaft 2024 verblieb Südkorea mit ihm bis ins Viertelfinale ungeschlagen und schied im Halbfinale aus, wobei Kim im Halbfinale wegen einer Gelbsperre fehlte.

## Erfolge
- Vereine
  - Jeonbuk Hyundai Motors
    - Meister der K League 1: 2017, 2018

  - Beijing Guoan
    - Vizemeister der Chinese Super League: 2019[10]

  - Fenerbahçe Istanbul
    - Vizemeister der Süper Lig: 2021/22[10]

  - SSC Neapel
    - Meister der Serie A: 2022/23

  - FC Bayern München
    - Deutscher Meister 2025
    - Deutscher Supercup-Sieger 2025

- Nationalmannschaft
  - Südkoreanische U23-Mannschaft
    - Asienspiele: Goldmedaille 2018[10]

  - Südkoreanische A-Mannschaft
    - Ostasienmeisterschaft: Meister 2019[10]

## Auszeichnungen
- K League 1
  - Nachwuchsspieler des Jahres: 2017[5]
  - Team des Jahres: 2017, 2018[46]

- Asian Football Confederation
  - All-Star-Kader der Asienmeisterschaft: 2019[38]
  - Asiens internationaler Spieler des Jahres: 2022[47]

- East Asian Football Federation
  - Bester Defensivspieler der Ostasienmeisterschaft: 2019[40]

- Süper Lig (beIN Sports)
  - Verteidigung-Duo des Spieltages: 15., 19., 31. und 33. Spieltag der Saison 2021/22 (jeweils zweimal mit Abwehrspieler-Kollegen Attila Szalai[48] und Serdar Aziz[49])
  - Top-Elf der Saison: 2021/22

- Serie A
  - Spieler des Monats: September 2022
  - Abwehrspieler der Saison: 2022/23[50]
  - Team der Saison: 2022/23[51]

- European Sports Media (ESM)
  - ESM-Elf des Monats: September, Oktober 2022;[52] Februar, März 2023[53]
  - ESM-Elf der Saison: 2022/23[54]

- Associazione Italiana Calciatori (AIC)
  - AIC-Spieler des Monats: Oktober 2022[21]
  - Team des Jahres der Serie A: 2023

- International Federation of Football History & Statistics (IFFHS)
  - Asiatischen Kontinentalteam des Jahres: 2022, 2023[55]
  - Weltteam des Jahres: 2023[56]

- UEFA Champions League
  - Team der Woche: Achtelfinal-Hin- und Rückspielwoche der Saison 2022/23[57]

- Deutsche Bundesliga
  - Elf des Tages (Kicker): 7., 15. Spieltag der Saison 2023/24[58]
  - Elf des Spieltags (Sportschau): 10., 15. Spieltag der Saison 2023/24[59]

- Korea Football Association
  - Südkoreas Fußballer des Jahres: 2023[60]

## Trivia
Ballon-d’Or-Nominierung 2023
Bei Ballon d’Or 2023 der Männer war Kim der einzige Nominierte aus Asien und einer der wenigen Abwehrspieler unter den 30 Nominierten, die zur Wahl standen.
Kim war der erste asiatische Abwehrspieler der für Ballon d’Or nominiert wurde.
Bei der Wahl 2023 erhielt Kim 3 Wertungspunkte, damit belegte er den 22. Platz in der Rangliste und erhielt die meisten Wertungspunkte für einen Abwehrspieler.
Mit dem 22. Platz erzielte Kim die zweitbeste Platzierung eines Asiaten bei Ballon d’Or.
Serie A 2022/23
Kim wurde für den September 2022 zum Spieler des Monats der Serie A ausgezeichnet, damit wurde er in der Serie-A-Historie der erste asiatische Fußballspieler der diese Auszeichnung erhielt.
Bester Verteidiger der Ligasaison mit den meisten Ballkontakten, Pässen und höchsten Passquote.
Südkoreas Fußballer des Jahres
Bei den Wahlen von 2021 und 2022 wurde Kim in beiden Zweiter jeweils hinter Son Heung-min.
Bei der Wahl 2023 gewann Kim die Auszeichnung im Januar 2024 mit 137 Wertungspunkten vor Son Heung-min, der 113 Wertungspunkte hatte.
Spielertransfer
Kim ist der teuerste Spielertransfer eines asiatischen Fußballspielers, mit seinem Wechsel vom SSC Neapel zum FC Bayern München mit einer Ablöse von 42 Millionen Euro.